# Arrondissement judiciaire (Belgique)
Pour les autres articles nationaux ou selon les autres juridictions, voir arrondissement judiciaire.
La Belgique est divisée en douze arrondissements judiciaires, où l'on trouve un procureur du Roi et ses substituts, un tribunal de première instance (dont fait partie le tribunal de la jeunesse), un tribunal de l'Entreprise, un tribunal du travail et un tribunal d'arrondissement. Chaque arrondissement judiciaire est subdivisé en cantons judiciaires (187 au total) abritant chacun une justice de paix.
De 1869 à 2014, la Belgique comptait 27 arrondissements judiciaires. La complexité liée aux problèmes linguistiques de certains arrondissements judiciaires, notamment celui engendré par le bilinguisme de Bruxelles qui comprenait d'une part la communauté flamande des arrondissements administratifs d'Hal-Vilvorde et de Louvain et d'une autre part la communauté française de Nivelles, ou encore celui d'Eupen de la communauté germanophone, ont donné lieu à une première réforme le 19 juillet 2012 visant à scinder l'arrondissement d'Hal-Vilvorde de Bruxelles. Dans cette continuité, et par souci budgétaire, une seconde réforme a eu lieu en avril 2014 afin d'aménager les arrondissements judiciaires pour qu'ils respectent au mieux les communautés linguistiques, réduisant leur nombre à 12.
Les associations sans but lucratif sous la juridiction d'un arrondissement peuvent être trouvées dans le répertoire des ASBL disponible au greffe du tribunal de première instance de chaque arrondissement judiciaire.

## Histoire
Après l'indépendance de la Belgique, en 1830, l'ordre juridique belge (cour de cassation, cours d'appel, cours d'assises, tribunaux de première instance, etc.) est calqué sur l'ordre juridique français, issu de la Révolution française et qui a persisté après l'annexion des Pays-Bas autrichiens en 1795 (voir les articles sur les première et seconde annexions françaises des États de Belgique). Cette structure ne connaîtra aucun changement majeur, seul une adaptation progressive (cf. loi sur l'organisation judiciaire de 1869 et de l'introduction du Code judiciaire en 1967) conduira à la constitution de 27 arrondissements judiciaires répartis dans 5 zones judiciaires.
Dans les années 1980, le besoin de réformer la justice se fait de plus en plus ressentir. Les attaques à main armée et meurtres perpétrés entre 1982 et 1985 par les tueurs du Brabant, puis l'affaire Dutroux, entre 1993 et 1996, mettent au jour les dysfonctionnements de la justice et les rivalités policières, ce qui conduira à la réforme des polices (l'accord « Octopus ») en 2001, mais d'autres problèmes subsistent,.
Depuis la formation des arrondissements judiciaires, celui de Bruxelles, bilingue français-néerlandais, s'étend sur les territoires des deux arrondissements administratifs de Bruxelles-Capitale (situé en Région de Bruxelles-Capitale) et de Hal-Vilvorde (situé en province du Brabant flamand). Il fait donc figure d'exception puisqu'il s'étend sur deux arrondissements de régions différentes. Le 19 juillet 2012, une réforme de l'arrondissement judiciaire de Bruxelles visant à résoudre ce problème entraîne un dédoublement des tribunaux existants en un tribunal francophone et néerlandophone. Le parquet est quant à lui scindé entre la Région bilingue de Bruxelles-Capitale et néerlandophone d'Hal-Vilvorde.
Le 17 avril 2012, le Conseil des ministres approuve la nouvelle carte proposée par la ministre de la Justice Annemie Turtelboom (VLD), mais imaginée en 2009 par Stefaan De Clerck (CD&V), en vue d'une future réforme des arrondissements judiciaires. Leur nombre serait réduit de 27 à 12 et coïnciderait avec la région de Bruxelles-Capitale et les limites territoriales des dix provinces, à l'exception de la province de Liège qui comprendrait un arrondissement germanophone correspondant à l'arrondissement judiciaire de Eupen d'alors,,.
La loi sur la réforme des arrondissements judiciaires est votée le 1er décembre 2013 et devient effective le 1er avril 2014. Il a été retenu 12 arrondissements judiciaires dont huit coïncident avec les limites provinciales, mais en raison des problèmes communautaires (linguistiques), l'arrondissement judiciaire de Bruxelles est maintenu sur la base de la réforme de 2012 et l'arrondissement judiciaire d'Eupen reste distinct, représentant la communauté germanophone. Les lieux d’audience sont maintenus afin de préserver une justice de proximité et le nouvel arrondissement judiciaire du Hainaut, compte tenu de sa trop grande taille, a toujours deux procureurs du Roi, un à Mons et un à Charleroi.

## Composition
La Belgique est divisée en cinq zones judiciaires, que l'on nomme également ressorts, comprenant chacune une Cour d'appel compétente pour chaque arrondissement judiciaire. La zone judiciaire de Mons est la seule à avoir deux procureurs du Roi, ceci en raison de l'importance de sa taille.

### Depuis le1eravril 2014

Les 12 arrondissements judiciaires de Belgique depuis la réforme de 2014.

12 arrondissements judiciaires sont répartis dans les 5 zones (correspondantes au ressort d'une Cour d'appel) comme suit :
Anvers, dont le ressort s'étend sur les provinces d'Anvers et du Limbourg :
- Arrondissement judiciaire d'Anvers
- Arrondissement judiciaire du Limbourg

Bruxelles, dont le ressort s'étend sur les provinces du Brabant flamand, du Brabant wallon et sur la Région de Bruxelles-Capitale :
- Arrondissement judiciaire de Bruxelles (Bruxelles, Hal-Vilvorde)
- Arrondissement judiciaire de Louvain
- Arrondissement judiciaire du Brabant wallon

Gand, dont le ressort s'étend sur les provinces de Flandre-Occidentale et de Flandre-Orientale :
- Arrondissement judiciaire de Flandre-Occidentale
- Arrondissement judiciaire de Flandre-Orientale

Liège, dont le ressort s'étend sur les provinces de Liège, de Luxembourg et de Namur :
- Arrondissement judiciaire d'Eupen
- Arrondissement judiciaire de Liège
- Arrondissement judiciaire de Namur
- Arrondissement judiciaire du Luxembourg

Mons, dont le ressort correspond à la province de Hainaut :
- Arrondissement judiciaire du Hainaut

### Avant le1eravril 2014

Les 27 arrondissements judiciaires que comprenait la Belgique jusqu'au 1er avril 2014.

27 arrondissements judiciaires étaient répartis dans les 5 zones comme suit :
Anvers, dont le ressort s'étend sur les provinces d'Anvers et du Limbourg :
- Anvers
- Hasselt
- Malines
- Tongres
- Turnhout

Bruxelles, dont le ressort s'étend sur les provinces du Brabant flamand, du Brabant wallon et sur la Région de Bruxelles-Capitale :
- Bruxelles
- Louvain
- Nivelles

Gand, dont le ressort s'étend sur les provinces de Flandre-Occidentale et de Flandre-Orientale :
- Audenarde
- Bruges
- Courtrai
- Furnes
- Gand
- Termonde
- Ypres

Liège, dont le ressort s'étend sur les provinces de Liège, de Luxembourg et de Namur :
- Arlon
- Dinant
- Eupen
- Huy
- Liège
- Marche-en-Famenne
- Namur
- Neufchâteau
- Verviers

Mons, dont le ressort correspond à la province de Hainaut :
- Charleroi
- Mons
- Tournai